# Chiara (Tony Effe)
Chiara è un singolo del rapper italiano Tony Effe, pubblicato il 19 settembre 2024 come secondo estratto della riedizione bonus del secondo album in studio Icon.

## Descrizione
Il brano, scritto dallo stesso rapper con Diego Vincenzo Vettraino, in arte Drillionaire, è prodotto da quest'ultimo con Davide Covino, in arte Daves e dedicato a Chiara Ferragni, ex moglie del rapper Fedez.

## Tracce
Testi di Nicolò Rapisarda, Diego Vincenzo Vettraino, musiche di Diego Vincenzo Vettraino.
1. Chiara – 2:29

## Classifiche
| Classifica (2024) | Posizione massima |
| ----------------- | ----------------- |
| Italia            | 14                |